# Роберт Честерский
Ро́берт Че́стерский (англ. Robert of Chester) — английский востоковед, математик, алхимик XII века, точные даты жизни и подробности биографии неизвестны. Свои латинские труды он подписывал: Robertus Castrensis. Известен как автор первых переводов с арабского на латинский ряда научных книг, что способствовало возрождению европейской науки, а также как автор термина «синус».
Некоторые историки склонны отождествлять его с другим арабистом XII века — Робертом Кеттонским (первым переводчиком Корана на латинский), который подписывался: Robertus Ketenensis и также побывал в Испании, однако другие историки указывают, что Роберт Кеттонский во время нахождения в Испании проживал в Наварре, а Роберт Честерский — в кастильской Сеговии, так что, скорее всего, это разные люди.

## Биография и научная деятельность
Известно, что в 1140-е годы Роберт Честерский находился в Испании, где активно осваивал арабскую культуру и науку. В конце этого десятилетия он вернулся в Англию. 
О его переводе аль-Хорезми см. ниже. Роберт Честерский опубликовал также первую в христианской Европе  книгу, посвящённую алхимии: Liber de compositione alchimiae (1144), также составленную по арабским источникам.
Среди других переводов Роберта Честерского — сочинения Джабира ибн Хайяна.

## Перевод аль-Хорезми
Среди переводов Роберта Честерского наибольшее значение имел математический трактат Аль-Хорезми «Краткая книга восполнения и противопоставления» (Китаб аль-джебр ва-ль-мукабала, IX век), давший название науке алгебре (в этом труде содержались также сведения по геометрии и тригонометрии). Перевод датируется 1145 годом. По мнению историков, с этого перевода начинается европейская алгебра. Арабский оригинал включал два приложения (об измерениях и о завещаниях), которые в латинские переводы не посчитали нужным включить.
При переводе труда аль-Хорезми Роберт Честерский допустил неточность, которая закрепилась в науке. Понятие синуса было введено индийскими математиками, которые называли его «джива» (в переводе с санскрита — тетива). В арабских переводах это понятие передавалось как джиба, причём гласные, как обычно у арабов, никак не обозначались. Поэтому многие арабские математики со временем стали произносить это слово как джайб (пазуха, выпуклость). Роберт Честерский использовал латинский аналог слова джайб; так впервые в науке появился термин «синус».
Ближе к концу XII века появился ещё один перевод труда аль-Хорезми, выполненный Герардом Кремонским, он включал также астрономические таблицы. Благодаря этим переводчикам труды аль-Хорезми дошли до наших дней (почти все арабские оригиналы утеряны).

## Труды
- Lo Bello, Anthony. Robert of Chester // The commentary of Al-Nayrizi on Book I of Euclid's Elements of geometry, with an introduction on the transmission of Euclid's Elements in the Middle Ages (англ.). — Boston: Brill Academic. — P. 41—44. — ISBN 0-391-04192-4.